# 厚唇非鯽
厚唇非鯽，為輻鰭魚綱鱸形目隆頭魚亞目慈鯛科的其中一種，分布於非洲馬拉威湖南部流域，體長可達22.5公分，棲息在泥底質水域，生活習性不明，可作為觀賞魚。